# Shendam
Shendam – miasto w środkowo-wschodniej Nigerii, w stanie Plateau. Według danych z 2004 roku liczy 28 380 mieszkańców.